# Gabriele Cimini
Gabriele Cimini, född 9 juni 1994, är en italiensk fäktare som tävlar i värja.

## Karriär
Vid världsmästerskapen i fäktning 2023 i Milano tog Cimini guld tillsammans med Davide Di Veroli, Andrea Santarelli och Federico Vismara i lagtävlingen i värja.